# Kanton Fresnay-sur-Sarthe
Kanton Fresnay-sur-Sarthe is een voormalig kanton van het Franse departement Sarthe. Kanton Fresnay-sur-Sarthe maakte deel uit van het arrondissement Mamers en telde 7660 inwoners (1999). Het werd opgeheven bij decreet van 24 februari 2014, met uitwerking op 22 maart 2015. Alle gemeenten werden opgenomen in het kanton Sillé-le-Guillaume.

## Gemeenten
Het kanton Fresnay-sur-Sarthe omvatte de volgende gemeenten:
- Assé-le-Boisne
- Douillet
- Fresnay-sur-Sarthe (hoofdplaats)
- Moitron-sur-Sarthe
- Montreuil-le-Chétif
- Saint-Aubin-de-Locquenay
- Saint-Georges-le-Gaultier
- Saint-Léonard-des-Bois
- Saint-Ouen-de-Mimbré
- Saint-Paul-le-Gaultier
- Saint-Victeur
- Sougé-le-Ganelon